# Centrofobia
La centrofobia (dal greco κέντρον, kentron, punto in senso topologico, e φόβος, phobos, paura, etimologicamente "paura del punto") è la sensazione di paura provata da un essere umano quando si trova in un luogo molto frequentato, spesso coincidente con il centro di una città.
È assimilabile alla claustrofobia, ma si verifica soltanto in luoghi aperti e molto frequentati, come strade, portici o piazze. Si tratta di una fobia semplice, in quanto si verifica semplicemente a seguito dell'esposizione del soggetto a uno di tali luoghi.